# 二階堂みつき
二階堂 みつき（にかいどう みつき）は、日本の漫画家、同人作家。女性。別名義に成沢 円（なるさわ めぐる）、大島 智（おおしま とも）。
二階堂みつき名義では、成人向け漫画や、アニメ『新世紀エヴァンゲリオン』や『ときめきメモリアル』などのパロディ同人誌などを制作した。成沢円名義では青年漫画を執筆した。

## 経歴・人物
- 1998年 - 初単行本『お気に召すまま』（美少女系成年誌『comic零式』リイド社）で成人向け漫画家としての人気を確立。
- 1999年 - 『花のように鳥のように』（シュベール出版）を連載。
- 2000年 - 『なぎパラ』（シュベール出版）を連載。
- 2001年 - 「成沢円」名義で『月刊サンデージェネックス』にて「ジュリアン」連載（2005年「宙出版」より単行本化）。

その後は成人向け雑誌に舞台を戻し、2002年『スペースナースペペロン』の単行本を出してからは目立った活動がみられなくなる。
2006年よりは「大島智」名義で、大島永遠の相方として作画のサポートをしている。「原作・作画」に分かれての分業制ではなく、大島永遠が話を作り、大島永遠・大島智の2人で作画という作業形態（大島永遠：メイン作画、ストーリー担当。大島智：演出、構図、作画協力）を取っている。

## 作品リスト
- お気に召すまま
- 花のように鳥のように
- ジュリアン
- スペースナースペペロン
- なぎパラ